# Elizabet Kordej
Eilzabet Kordej (udato Grin) je izmišljeni lik iz serije Urgentni centar. Tumačila ju je Aleks Kingstin i pojavljivala se od 1997. do 2004. i 2007. godine.

## Pozadina
Kad se prvi put pojavila na početku četvrte sezone u epizodi „Zaseda”, Elizabet Kordej je britanka koja se doselila u Čikago kako bi prikupila još iskustva na hirurgiji. U prvoj epizodi je otkriveno da potiče iz porodice hirurga. Deda Kordejeve je bio hirurg i otac joj je hirurg, a pošto nije imala braće, ona je preuzela tu ulogu. U kasnijim epizodama, otkriveno je da je njen otac savetnik u bolnici Sent Tomas u Londonu. Majka Kordejeve (tumačila ju je Džudi Parfit) je astrofizičarka sa kojom ima trnovit odnos jer Kordejeva misli da njena majka nije provodila dovoljno vremena sa njom kad je bila mala i da su je odgajile „dadilje i boravci” iako je otkrila nijansiranije vidike kad je i sama postala majka. Iako je izgledalo kao da su njih dve pronašle obostrani sporazum, odnos je ostao zategnut. Ipak, Elizabet ima dobar odnos sa svojim ocem Čarlsom (iako je neprijateljski nastrojen prema njenoj majci jer su razvedeni više od deset godina).
Kordejeva je imala mnogo teškoća da se uklopi u Sjedinjene Države. Tokom svoje prve operacije, potpuno je zbunila ostale zaposlene koristeći dosta britanskih izraza koji se ne koriste u Americi − na primer, tražila je da „zvrcnu Bentona” (pozovu dr. Pitera Bentona), naručila je Puni krvni proračun (u SAD-u se kaže „Potpuni”) i da urade „uvođenje drena” (u SAD-u se kaže „grudni dren”). Takođe se predstavila kao „Gospođica Kordej”, što je uobičajeno za članove Kraljevskog hirurškog fakulteta u Engleskoj, a ne kao „Dr. Kordej”. Uprkos tome, ona je postala omiljena među zaposlenima, i zbog hirurških veština i zbog ličnosti. Ubrzo je stekla ugleda kako nije zadivljena stanjem, a jedan od primera je bio kad se pozdravila sa cenjenim hirurgom dr. Semom Bridlavom uz rečenicu: „Znala sam da ste stariji, ali da ste toliko niski, ne!” Na sreću, Bridlav je odgovorio pozitivno (govoreći da je uvek bio nizak rastom).
Sprijateljila se sa mnogim zaposlenima iz Urgentnog centra, među njima i sa Kerol Hatavej i dr. Anom Del Amiko, a ksenije i sa Ebi Lokhart i Suzan Luis. Uprkos svojoj nadmenoj i umišljenoj spoljašnjosti, ona u sebi ima i duševnu stranu − ona je tu da pruži podršku u prelomnim trenucima i zaposlenima i bolesnicima. Uprkos njihovojoj dugoj i neprijateljskoj prošlosti, ona je pružila podršku Robertu Romanu posle nesreće u kojoj je izgubio ruku, a na sličan način je prevazišla i to što joj se nije sviđala Keri Viver kako bi joj pružila podršku posle smrti njene devojke Sendi Lopez, iako nikad nisu mislile da se pomire pa je to i odigralo ulogu u njenom odlasku iz Opšte bolnice. Kordejeva je takođe jako dobra drugarica Džona Kartera. Ipak, Kordejeva može da bude jako opasna u kritikovanju svojih saradnika lekara kao na primer kad je ukorila Dejvida Malučija kad je ostavio svoju studentkinju sa bolesnikom.
Zbog snažnih veza koje je napravila u Čikagu, Kordejeva je odlučila da ostane tamo i nakon što joj je članstvo ukinuto, iako je to značilo da mora da obnovi staž kako bi dobila dozvolu za rad u Sjedinjenim državama tokom 5. sezone. Ovo joj je bilo delimično izazovno vreme − morala je da se navikne da bude na dnu hijerarhije iako se navikla da bude na vrhu, a povrh svega joj je još nadređeni bio Dejl Edson − koga je čak i Romano opisao kao lukavog. Tokom tog vremena, nekoliko puta je pokušala da stupi u vezu sa Bentonom i na kraju je uspela. On je čak pristao da preuzme kao nadzornik ubrzo posle toga. Onda se suočila sa još nevolja jer je posle 36-časovne smene napravila grešku u računanju koliko leka da da bolesniku. Na sreću, ovo je nije došlo posla pa je to iskoristila u kapmanji za bolje uslove za niže radnike. Takođe je ljubazno raskinula sa Piterom posle toga (Erik La Sejl je zamolio da se veza raskine govoreći: „Kao Afro-amerikancu, postaće mi malo napadno ako budete prikazivali samo negativne stvari. Pošto se u pravom životu zaljubljujemo i idemo jedno drugom na živce i smejemo i radimo sve druge stvari koje bi bilo koji drugi rod ljudi radio. Dakle, ako svaki put pokažete da je uravnotežena veza međurodna veza, bilo da je svesna ili podsvesna, to šalje poruku da nekom nije prijatno u tome.” Aleks to nije smetalo pa se nadovezala na citatom: „Međurodne veze se viđaju svuda [van Amerike]. Nekako sam povodljivo mislila da će biti slobodnije u Americi. I nije moglo da bude daleko od istine. U stvari, ja pokušavam da se setim da li sad [2013. godine] ima neka serija sa gde su crnac i belkinja u vezi. Ima ih nekoliko između velikih razmaka.”) Ipak, veza je nastavila da je proganja kasnije kad je dr. Megi Dojl optužila Romana za polno uznemiravanje kad je otkrio da je ona lezbejka pa joj je dao loše ocene. Elizabet je htela da zvanično podrži Megine optužbe, ali ju je Romano prisilio da odustane jer je znao da se tajno zabavljala sa Piterom dok joj je bio nadređeni.
Kad je završila stažiranje na kraju 5. sezone, na početku 6. Kordejevoj je načelnik Kadrovske službe Romano ponudio mesto pomoćnika načelnika hirurgije, a unapređenje je najavio i ne pitavši je. Ona je prihvatila posao, ali se ubrzo upetljala u bolničkoj politici. Uprkos svojim naporima da se prilagodi, uskoro se razvio procep između nje i Kleo Finč, Bentonove nove devojke.
U 6. sezoni, Kordejeva je spasla život niznom silovatelju i ubici koji ju je uvlačio u niz umnih igara. Kad je porodica žrtve htela da sazna gde im je telo ćerke, ubica je prevario Kordejevu da ga ubije iz milosrđa u zamenu za mesto na kom se nalazi. U poslednji minut, Kordejeva je shvatila da je se ubica plaši zbog moći koju ima nad njim pa mu je poštedela život, odbila zahtev i „pobedila u igri”.

## Brak Kordejeve i Grina
Kordejeva je počela da se zabavlja sa dr. Markom Grinom tokom 5. sezone, a u 7. sezoni je otkrila da nosi njegovo dete. Venčali su se i dali ćerki ime Ela.
Ipak, brak Kordejeve sa Grinom je bio težak za oboje. Kordejeva se suočila sa teškoćama na poslu jer su je optužili za zbrzanu operaciju (zbog čega je bolesnik ostao nepokretan), a trudnoća joj se zamalo završila kobno kad je dobila trudove dok je bila na mestu nesreće na pruzi. Grinu je otkriven tumor na mozgu, ali je imalo nade za oporavkom kad je on našao hirurga u Novom Jorku koji je mogao da ga odstrani. Kordejeva je otpratila Grina u Novi Jork i bila je prisutna u operacionoj sali tokom zahvata i bila uz njega sve vreme. Par se kasnije venčao (posle niza malera oko prevoza kod oboje) i izgledali su srećni. Kordejeva je bila u poodmakloj trudnoći na svadbi pa je rodila devojčicu Elu ubrzo nakon toga.
Sreća ipak nije dugo trajala − Grinova ćerka Rejčel (iz braka sa Džen) je izrasla iz dobrog deteta u problematičnu pubertetlijku. Nakon što se posvađala sa Džen, Rejčel se uselila kod Grina, Kordejeva i bebe Ele. Otad stvari nisu bile mnogo dobre − jer su se ona i Kordejeva stalno svađale što je na kraju dovelo do toga da Ela proguta Rejčelin ekstazi. Kordejeva se toliko razbesnela da je rekla Rejčel da ode iz kuće, a kad je Mark odbio da vrati Rejčel kod Džen i podnese prijavu, Kordejeva je onda otišla i ovela Elu sa sobom.
Kad se Suzan Luis vratila u Opštu bolnicu posle pet godina, Kordejeva je izgleda bila sumnjičava prema njoj. Bila je oprezna zbog odnosa koji su Suzan i Mark nekad imali. Kasnije posle Markove smrti, ona i Suzan su se sprijateljile.
Otprilike u isto vreme, Grin je otkrio da mu se tumor vratio i da je ovog puta neizlečiv. Ona je neposredno saznala za Markovu nepriliku od Suzan (koja nije namah rekla da se Marku rak vratio, ali je dala do znanja tako jasno da je Elizabet shvatila), a njenu polu-srčanu odluku da se vrati kući je Marko odbio, govoreći da neće da se vraća samo zbog neizlečive bolesti. Elizabet je kasnije imala slučaj jedne žene iz komšiluka (sebična sestra jedne žene nije htela da pristane na postupak presađivanja jetre), a kad je dobila količinu razgovora o stvarnosti od Romana, Kordejeva se vratila kod Grina i Grjčel. Grin je na kraju otišao iz Čikaga kako bi proveo poslednje dane sa ćerkom na Havajima. Kad se vraćao kući jednog dana sa surfovanja, Mark je imao napad, a Rejčel je u pometnji pozvala Elizabet koja je ubrzo došla na Havaje sa Elom. Njih četvoro su proveli Markove poslednje dane mireći se i prevazišavši nesuglasice. Kordejeva je rekla Rejčel posle sahrane da može slobodno da dolazi kod sestre, a kasnije je ona to i uradila, a onda joj je Elizabet zabavljajući se dala pilule za kontracepciju kad se ona pojavila sa svojim dečkom u pubertetu. Elizabetine na petosti sa pastorkom su izgleda prestale u tom trenutku jer je pomogla Rejčel bez pitanja, a Rejčel nije osuđivala to što se Elizabet ponovo viđa sa nekim, rekavši da bi Mark želeo da ona nađe nekoga i da im on obema nedostaje.

## Posle
Posle Grinove smrti, Kordejeva se vratila u Englesku na nekoliko nedelja, ali je otkrila da više ne može da se uklopi jer je bila dugo u Americi, pretrpela maltretiranje i seksističke opoaske od svojih saradnika zbog svojih „američkih” načina.
Elizabet se vratila na svoj posao u Opštoj bolnici ubrzo po početku 9. sezone i postala je oštrija prema bolesnicima, odsečna prema saradnicima, a pogotovu se sukobila sa studentom Polom Nejtanom (Don Čidl) koji je pokušavao da postane lekar uprkos uznapredovaloj Parkinsonovoj bolesti. Elizabet se kasnije suočila sa svojom patnjom zbog Markove smrti i pomirila se sa Nejtanom tokom užasnog slučaja žene i sina finog čoveka koje je pobio pijani vozač pa su uspeli da mu spasu drugog sina presađujući organ iz pokojnog. Kordejeva se rastužila što je Romano ostao bez karijere zbog odstranjivanja i ponovnog vraćanja ruke. Još veći udarac je bio za Kordejevu tokom 10. sezone kad je Robert Romano poginuo zbog pada helikoptera. Kasnije u sezoni, dr. Kordej je postavila za načelnicu hirurgije dr. Keri Viver.
U ljubavnom životu, imala je neke teškoće oko okretanja novog lista i dobrih izbora. Započela je vezu sa nežnim hirurgom dr. Dorsetom (Bruno Kampos) koju je brzo raskinula kad je otkrila da je on oženjen. Kasnije je počela da se zabavlja sa dvojicom muškaraca istovremeno, jednim drugim lekarom iz Opšte (Pol Blektorn) i jednim nastavnikom (Stiven Kalp).
U 11. sezoni, Elizabetin skriveni prezir i nepoštivanje prema Keri Viver se neočekivano vratio kad je bolnica zapolila Lučiena Dubenka da bude hirurg tamo, a Keri je bila zbunjena i razdražena Elizabetinim teškoćama jer Elizabet nije mogla da priušti nikakve argumente protiv Dubenka i ne razume za što to Elizabet „shvata toliko lično”. A pošto je Elizabet dojadilo, ona je preduzela neke postupke u epizodi „Probaj, Karteru” kad ju je dr. Džon Karter ubedio da izvede protivzakonit zahvat presađivanja između dva bolesnika koji boluju od HIV-a. Delimično jer je verovala da je operacije isoravna stvar (takođe je naznačila da je zakon o ozakonjenju presađivanja između pojedinaca sa HIV-om odobrio Ilinoiško državno zakonodavstvo, ali je zapeo u birkoratiji pa guverner još nije stigao da ga ubaci u zakon) i delimično jer je besna na Keri, Elizabet je uspešno odradila operaciju. Ishod ovoga je bio taj da se suočila sa mogućim gubitkom dozvole i dobijanjem otkaza. Viverova joj je ljubazno, ali iskreno ponudila posao ambulantne instruktorke bez mogućnosti ni stalnog zaposlenja ni napredovanja. Pošto joj se karijera završila u Opštoj, Kordejeva je dala otkaz i vratila se u Englesku. Poslednja talna pojava Kordejeve je bila u 4. epizodi 11. sezone „Strah”.

## Posle Opšte bolnice
Tokom 15. i poslednje sezone serije Urgentni centar, tačnije u epizodi „Knjiga o Ebi”, dugogodišnja bolničarka Hejle Adams pokazuje odlazećoj Ebi Lokhart ormarić gde su svi bivši lekazi i zaposleni ostavili značke sa svojim imenima. Među njima se i značka sa prezimenom „Kordej” vidi.
Elizabet Kordej se vratila u Urgentni centar u petnaestoj sezoni 15. januara 2009. godine u epizodi "Voditelj snova" gde je bila poseban gost. Dr. Kordej se vratila kako bi razgovarala sa mogućim zaposlenima, a među njima i sa iznenađenom Nilom Rasgotrom u vezi položaja na Univerzitetu Djuk. Rekla je Nili da je živela u Engleskoj nekoliko godina kad je otišla iz Čikaga, ali se vratila u Sjedinjene Američke Države, govoreći da oseća da joj je Čikago "pravi dom". Ipak, kako se radije ne bi vraćala u Čikago, Elizabet je otkrila da je prihvatila mesto načelnika traumatologijske hirurgije na Univerzitetu Djuk u Daramu u Severnoj Karolini gde živi sa Elom koja sada ima devet godina. Takođe je otkriveno da i Rejčel živi u Daramu jer ide na Djuk kako bi se kasnije zaposlila u zdravstvu. Kasnije je otkriveno da je, pošto je Elizabet na fakultetu, ona pomogla Rejčel da oko smanjenja školarine. Tokom razgovora, pomenula je da je razmišljala da se vrati u Opštu bolnicu na kratko, ali je odlučila suprotno. Na kratko se sastala sa dr. Sajmonom Brenerom kad je završila razgovor sa Nilom.
Na kraju serije, ona i Rejčel su se sastali sa Džonom Karterom, Keri Viver, Suzan Luis i Piterom Bentonom nakon otvaranja Karterovog rada "Središte Džošua Karter". Posle okupa, Piter ju je otpratio do kola u prizoru u kom se videla iskre njihove ranije veze, a kasnije prijateljstvo je i posle viđeno.